# 奇爾加象屬
奇爾加象屬為恐象科下最早出現且最原始的物種，棲息於漸新世晚期（約2,700 - 2,800萬年前）的衣索比亞奇爾加地區。
目前為止，僅有奇爾加象的臼齒化石被發現，但該臼齒的外型與原恐象屬、恐象屬及鈍獸科有所不同，因此可確定是來自一個獨立的物種，甚至歸於獨立的亞科。和其他恐象科的物種比起來，奇爾加象的體型相當小，肩高僅有2米（6.6英尺），體重約為1.5 t（1.7 short ton）。目前並不知道奇爾加象是否與其他恐象同樣在下顎具有一對向下彎的象牙。